# Afonso Alves
Afonso Alves Martins Júnior, mais conhecido como Afonso Alves (Belo Horizonte, 30 de janeiro de 1981), é um ex-futebolista brasileiro que atuava como atacante.

## Carreira

### Atlético-MG
Afonso Alves foi revelado pelo Atlético-MG no início do século e no Brasil, foi o único clube em que Afonso Alves atuou. Com poucas partidas pelo Galo, em 2002 foi para a Europa, mas não em um grande centro.

### Futebol Sueco
Ele foi atuar na Suécia, mais precisamente no Örgryte. Depois que passou dois anos no clube e marcou 28 gols em 44 partidas, ele se transferiu para o Malmö, tradicional equipe do país.
No novo time permaneceu por três temporadas, mas logo em sua primeira no ano de 2004, Afonso Alves ganhou o título do Campeonato Sueco. Na temporada seguinte sua fama de goleador já começava a aparecer. Ele foi o artilheiro da equipe com 15 gols onde o Malmö, na época, terminou o torneio nacional em quinto colocado.

### Futebol Holandês
Em 2006, Afonso Alves assinou contrato com o clube em que ele teve mais sucesso na carreira, depois que o Heerenveen, da Holanda, pagou cerca de 4,5 milhões de euros pelo seu passe. Sua primeira temporada foi praticamente perfeita. Em 34 jogos, o goleador balançou as redes em 31 oportunidades e se tornou o terceiro brasileiro a ser o maior artilheiro da Eredivisie. Os outros haviam sido Romário e Ronaldo.
Ficou famoso no Brasil por ser convocado pelo técnico Dunga para a Copa América de 2007 após ter feito boa temporada, assunto que levou os radialistas Benjamim Back e Gilberto Rodriguez, o "Portuga" da Rádio Energia 97 FM brigarem dentro do estúdio depois de sua convocação no programa Estádio 97, fato que gerou polêmica nacional na época.
Logo após disputar a Copa América e ser campeão com a Seleção Brasileira, Afonso Alves voltou para o Heerenveen e anotou sete gols em uma só partida. Na ocasião, o jogo contra o Heracles Almelo terminou 9 a 0. Porém, o brasileiro não conseguiu bater o recorde de gols em uma única partida do Holandês, obtido por Henk Schouten em 1956, quando fez 9 gols em partida do Feyenoord contra o Volewijckers. Pelo clube holandês, Afonso jogou 48 partidas e marcou 48 gols.

### Middlesbrough
No começo de 2008, o brasileiro quis ter um desafio maior na carreira e acertou sua transferência para o Middlesbrough, da Inglaterra. O preço que a equipe inglesa pagou foi cerca de 20 milhões de euros. Porém, Afonso se mostrou uma das maiores decepções da história do Campeonato Inglês: em 42 jogos, foram apenas 10 tentos marcados, além de ter sua casa assaltada durante uma partida em que jogava pelo Boro.

### Ida para o Catar
No ano seguinte, foi para o Oriente Médio jogar pelo Al Saad do Catar. Em apenas 15 jogos foi para às redes em três oportunidades. Com o fim da temporada, Afonso foi, por empréstimo, para o Al Rayyan, e foi muito bem na época 2009/10. Entrou em campo 17 vezes, e marcou 18 gols e ainda conquistou a Copa do Qatar. Por ter feito um bom campeonato, a recompensa veio com um contrato em definitivo com o clube.
Afonso permaneceu por mais dois anos no Al Rayyan, onde conseguiu fazer 32 jogos e marcar 25 gols. Em sua última temporada como jogador da equipe, em 2012, ainda conquistou mais um título, o Copa do Príncipe.
O atacante foi para o Al-Gharafa em 2012/13 e teve a oportunidade de jogar com os compatriotas Diego Tardelli e Alex. Pelo clube, fez apenas quatro partidas e depois rescindiu contrato, se aposentando após ficar 2 anos procurando um clube para jogar.

## Seleção Brasileira
Afonso Alves recebeu sua primeira oportunidade na Seleção Brasileira em 17 de maio de 2007, sendo convocado para os amistosos contra Turquia e Inglaterra, fazendo ainda parte da equipe que venceu a Copa América de 2007, entrando em campo apenas durante a semifinal contra a seleção do Uruguai.
Afonso Alves marcou seu único gol com a camisa brasileira em um amistoso contra o México, em setembro de 2007.

### Jogos pela Seleção Brasileira principal
|    | Data                   | Local                                                      | Resultado | Adversário     | Competição           |
| -- | ---------------------- | ---------------------------------------------------------- | --------- | -------------- | -------------------- |
| 1. | 1 de junho de 2007     | Wembley Stadium, Londres, Inglaterra                       | 1–1       | Inglaterra     | Amistoso             |
| 2. | 5 de junho de 2007     | Westfalenstadion, Dortmund, Alemanha                       | 0–0       | Turquia        | Amistoso             |
| 3. | 27 de junho de 2007    | Polideportivo Cachamay, Ciudad Guayana, Venezuela          | 0–2       | México         | Copa América de 2007 |
| 4. | 1 de julho de 2007     | Estádio Monumental de Maturín, Maturín, Venezuela          | 3–0       | Chile          | Copa América de 2007 |
| 5. | 7 de julho de 2007     | Estádio José Antonio Anzoátegui, Puerto La Cruz, Venezuela | 6–1       | Chile          | Copa América de 2007 |
| 6. | 10 de julho de 2007    | Estádio "Pachencho" Romero, Maracaibo, Venezuela           | 2(5)–2(4) | Uruguai        | Copa América de 2007 |
| 7. | 9 de setembro de 2007  | Gillette Stadium, Boston, EUA                              | 4–2       | Estados Unidos | Amistoso             |
| 8. | 12 de setembro de 2007 | Gillette Stadium, Boston, EUA                              | 3–1       | México         | Amistoso             |

### Gols pela Seleção Brasileira principal
|    | Data                   | Local                  | Resultado | Adversário | Gols | Competição |
| -- | ---------------------- | ---------------------- | --------- | ---------- | ---- | ---------- |
| 1. | 12 de setembro de 2007 | Boston, Estados Unidos | 3–1       | México     | 1    | Amistoso   |

## Títulos
Malmö FF
- Campeonato Sueco: 2004

Al-Rayyan
- Copa do Emir do Catar: 2010
- Copa do Príncipe Emir: 2012

Seleção Brasileira
- Copa América: 2007

### Individuais
- Melhor Jogador do Campeonato Holandês: 2007
- Artilheiro do Campeonato Holandês: 2007 (34 gols)
- Maior goleador do mundo da IFFHS: 2007[12]